# Debout dans la brume
Pour les articles homonymes, voir Bodyguard.
Pour plus de détails, voir Fiche technique et Distribution.
Debout dans la brume (en persan ایستاده در غبار, Istadeh Dar Ghobar ) est un film iranien sorti en 2016 réalisé par Mohammad Hossein Mahdavian (fa). À propos d'Ahmad Motevaselian, commandant de l'armée des Gardiens de la Révolution islamique. Ce film a remporté 3 Simorgh de cristal au 34e Festival du film de Fajr.

## Synopsis
Ahmed, qui a passé  son adolescence dans la silence, devient Commandant d'une armée en Guerre Iran-Iraq, devrait combattre l'ennemi aux portes de Khorramshahr, Mais son destin est loin de la frontière iranienne.

## Fiche technique
- Titre original : Istadeh Dar Ghobar
- Titre original non latin : persan : ایستاده در غبار
- Réalisation et scénario : Mohammad Hossein Mahdavian (fa)
- Production : Habibollah Valinezhad
- Pays d'origine :  Iran
- Dates de sortie : 2016
- Décors : Mohammad Reza Shojaii
- Costumes :Mohammad Reza Shojaii
- Son : Mehrshad Malakuti
- Musique : Habib Khazaeifar
- Montage : Sajjad Pahlavanzadeh
- Durée : 90 minutes
- Langue originale : persan[3]

## Distribution
- Hadi Hejazifar : Ahmad Motevaselian
- Amir Hossein Hashemi : Mojtaba Asgari
- Farhad Fadakar : Mohammad Ebrahim Hemmat
- Emad Mohammadi : Hosein Hamedani
- Ebrahim Amini : Mohsen Vezvayi

## Récompenses
| Distinction                            | Catégorie                                                         | Nom                      | Résultat   |
| -------------------------------------- | ----------------------------------------------------------------- | ------------------------ | ---------- |
| Le 34e Festival du film de Fajr (2016) | Simorgh de cristal pour le Meilleur film                          | Habibollah Valinejad     | Lauréat    |
| Le 34e Festival du film de Fajr (2016) | Simorgh de cristal pour le meilleur réalisateur                   | Mohamed Hosein Mahdavian | Nomination |
| Le 34e Festival du film de Fajr (2016) | Simorgh de cristal pour le Meilleur scénario                      | Mohamed Hosein Mahdavian | Nomination |
| Le 34e Festival du film de Fajr (2016) | Simorgh de cristal pour le Meilleur montage                       | Sajjad Pahlevanzadeh     | Nomination |
| Le 34e Festival du film de Fajr (2016) | Simorgh de cristal pour le Meilleur son                           | Mehrshad Malakuti        | Nomination |
| Le 34e Festival du film de Fajr (2016) | Simorgh de cristal pour le Meilleur effets spéciales              | Iman Karami              | Lauréat    |
| Le 34e Festival du film de Fajr (2016) | Simorgh de cristal pour le Meilleur maquillage                    | Shahram khalaj           | Nomination |
| Le 34e Festival du film de Fajr (2016) | Simorgh de cristal pour le Meilleur costumes et mise en scène     | Mahomed Reza Shojaii     | Lauréat    |
| Le 34e Festival du film de Fajr (2016) | Simorgh de cristal pour le Meilleur film par vote des spectateurs | Mohamed Hosein Mahdavian | Nomination |